# Provincia de Ağrı
 Ağrı es una de las 81 provincias en que está dividida Turquía, administrada por un Gobernador designado por el Gobierno central.
Está situada en la Región de Anatolia Oriental de Turquía, en la frontera con Irán al este, la provincia de Kars al norte, Erzurum al noroeste, las provincias de Muş y Bitlis al suroeste, Van al sur e Iğdır al noreste. Tiene un área de 11.099 km² y una población de 571.243, según el censo del año 2006 y una densidad de población de 51,47 hab./km². La capital Ağrı cuenta con una población de 79.764, según el censo del año 2000, está situada a 1650 m. de altura.

## Distritos

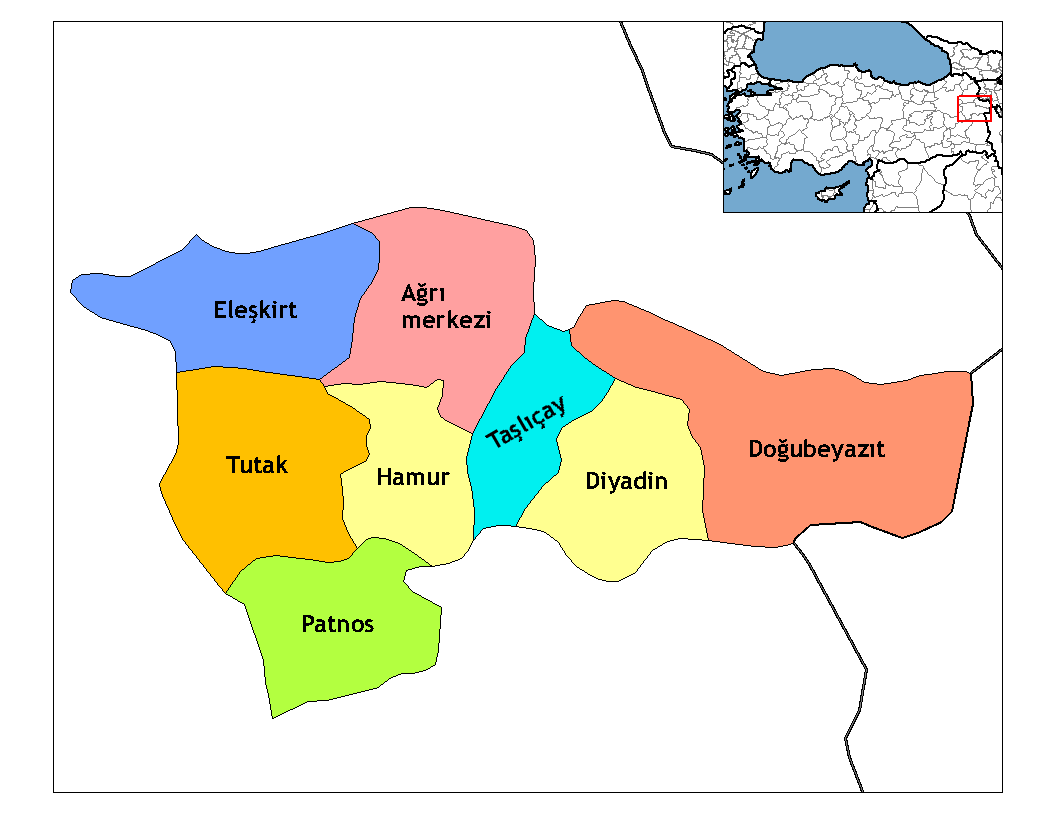
Distritos (ilçeler) de la provincia de Agri.

Los distritos (en turco ilçeler) y su población al 31 de diciembre de 2020:
- Ağrı (distrito): 150 263
- Diyadin: 41 789
- Doğubayazıt: 119 941
- Eleşkirt: 32 316
- Hamur: 17 908
- Patnos: 123 203
- Taşlıçay: 20 028
- Tutak: 29 987

## Geografía
Ağrı debe su nombre al cercano monte Ararat, el estratovolcán de 5165 m de altura, el monte más alto de Turquía, ya que monte Ararat en turco es Ağrı Dağı. Puede ser escalado desde aquí y se puede ver desde partes de Armenia, Irán, Georgia y Azerbaiyán. La ciudad más cercana a la montaña es Doğubeyazıt.
El 46% de la provincia es montañosa, el 29% es llano, el 18% es meseta, y el 7% de alto prado. Además del Ararat hay muchos otros picos de más de 3000 m, el Aladağlar y el Tendürek. Las llanuras son fértiles, y están cubiertos por depósitos volcánicos, que se utilizan para el cultivo de granos y el pastoreo. Varios afluentes del río Murat (una de las dos fuentes del río Éufrates) fluyen a través de la zona y riegan estas llanuras.
El clima aquí es muy frío (temperaturas tan bajas como -45 °C en invierno) y las laderas de las montañas están principalmente desnudas, sin vegetación. Hay una serie de pasos importantes y rutas a través de las montañas.

## Historia
La meseta de Ağrı fue históricamente controlada por el reino de Urartu hasta su transición a la dinastía Oróntida del reino de Armenia. La zona fue codiciada por muchos invasores extranjeros como paso entre el este y el oeste. Fue conquistada en numerosas ocasiones por los asirios, griegos, romanos, bizantinos, árabes, mongoles, persas, y finalmente por la selyúcidas y los turcos otomanos.
La primera presencia turca en la región fue la breve ocupación de la zona de Doğubeyazıt Saka en el año 680. Los primeros musulmanes en la zona fueron los abasidas en el 872. Las hordas turcas comenzaron a pasar en gran número tras la derrota de los ejércitos bizantinos en Mancicerta en 1071, perseguidos por los mongoles. La tierra fue anexionada al Imperio otomano por el sultán Selim II tras la batalla de Chaldiran.
Bajo dominio otomano, la zona que ahora es la provincia de Ağrı estaba habitada en su mayoría por armenios y kurdos. El ex vivido bastante bien hasta que el masacres hamidianas y el genocidio armenio. Los armenios que lograron escapar de la liquidación huyeron hacia el norte a la Armenia rusa.
Desde la creación de la moderna República de Turquía, la zona se convirtió una vez más en lugar inestable con numerosos pueblos kurdos (uno incluso llevó a la creación temporal de un estado kurdo, la República de Ararat).

### Acontecimientos recientes
El 19 de agosto de 2006, un gasoducto turco-iraní de gas natural explotó en la provincia. Las autoridades turcas sospecharon que el PKK estaba detrás del incidente.